# Louis Gratias
Louis Gratias, né le 21 juin 1887 à Saint-Céré et mort dans le 5e arrondissement de Paris le 21 septembre 1967, est un journaliste, poète et romancier français du XXe siècle.

## Biographie
Louis Antoine Gratias est le fils de Guillaume Gratias, menuisier (né vers 1856) et de Sara Valades (née vers 1861).
Il obtient une bourse d'entretien pour l'école primaire supérieur de Saint-Céré en 1900. Après avoir suivi les cours de l'école normale primaire de Clermont-Ferrand, il devient professeur et commence sa carrière en d'enseignant en 1907 à l'école normale primaire de Nantes.  
Il est incorporé en octobre 1912 pour le service militaire au 14e Régiment d’Infanterie dans le service auxiliaire « pour vue inférieure à 1/10 ». Mobilisé en août 1914, il est maintenu au service auxiliaire, nommé caporal en juin 1915, sergent fourrier en août 1915, sergent-major en octobre 1916.    
Après la guerre, il enseigne quelques mois à Dinan en 1919, puis il effectue une année à Périgueux (1919-1920) et rejoint Toulouse, où il enseigne jusque 1934 comme professeur de lettres à l'école primaire supérieure Marcellin Berthelot à Toulouse. En parallèle, il collabore à différentes publications, comme l'hebdomadaire Le Travail, la revue Septimanie, le quotidien La Petite Gironde et donne des conférences sur La Province et la jeune littérature. Il écrit la préface des Poèmes de l’été et de l’automne en fleurs de Touny-Lérys en 1926.  
Il écrit avec Octave Léry, président la fédération française de rugby, un roman sur le rugby qu'ils adapteront ensemble pour le scénario du film La Grande Passion du réalisateur André Hugon, sorti au cinéma en 1928,.  
Il soumet son livre Le nouveau visage de Toulouse à la mairie de Toulouse qui décide d'en commander 1000 exemplaires pour les élèves des écoles de la ville afin de leur procurer une lecture intéressante « tout en précisant leurs connaissances de l'histoire locale ».  
Nommé professeur au collège Turgot à Paris en 1934, il est chargé de la préparation des élèves au concours d'admission des écoles nationales d'arts et métiers. Il habite au 25 rue Buffon, dans le 5e arrondissement et prend sa retraite de l'enseignement en 1948.  
Avec Paul Œttly, il écrit la pièce de théâtre en deux actes Le relais d'amour, qui se joue à Paris en 1936 et anime la revue littéraire du journal Rolet.  
Décoré de la Légion d'honneur en 1951, il reçoit sa décoration des mains du poète Marcel Marchandeau, alias Touny-Lérys.  
Louis Gratias meurt à Paris le 21 septembre 1967. 

## Œuvres principales
- Les Renouveaux, poèmes, 1920[15]
- La Coquette au soleil, 1927[16]
- La Grande passion, roman sportif, 1929[17]
- Le nouveau visage de Toulouse, 1934[18]
- Marcel Jung, poète de sa vie, 1955[19]
- Fumées de Seine, poèmes, illustrations de Tito Livio de Madrazo, 465 exemplaires numérotés, L'Arche du Temps, 1960.

## Distinctions
- Chevalier de l'ordre des Palmes académiques, Officier d'Académie, 4 septembre 1920[20]
- Officier de l'Instruction publique, 16 juillet 1926[21]
- Chevalier de la Légion d'honneur, décret du 10 février 1951